# RADIO ON THE GO!〜ラジオといっしょに出かけよう〜
RADIO ON THE GO! 〜ラジオといっしょに出かけよう〜（レディオ・オン・ザ・ゴー ラジオといっしょにでかけよう）は、名古屋市に拠点を構える民放ラジオ4局（CBCラジオ・東海ラジオ・FM AICHI・ZIP-FM）とNHK名古屋放送局の計5局が共同で展開するキャンペーン。
2002年4月の発足時は愛知県名古屋市に本社がある民放5局（2010年10月閉局のRADIO-i含む）とNHK名古屋の計6局が参加していた。2008年5月より、岐阜・三重両県の県域ラジオ局（ぎふチャンラジオ・Radio80岐阜FM・radio CUBE FM三重）も参加していたが、2011年の公式サイトでは名前がなく、離脱した模様である。ただしぎふチャンではジングルを使ったCMが放送継続中である。
コミュニティ放送局とNHK岐阜・津局は参加していないが、これは前者の放送エリアが狭いのと、NHKに関してはニュース以外で独自の放送を行っていないからである。また、2014年4月より愛知県域で放送を開始したInterFM NAGOYA（現・Radio NEO）は当初から参加していない。

## 概要
2002年4月に名古屋市が東海地震の地震防災対策強化地域となったことを機に発足。地震や台風、大雨など、いざと言う時にポケットラジオを持ち歩いていれば外出先でも最新情報を知ることができることをアピール。もちろん災害時に限らず、外出の際は常にラジオを持ち歩く（=ラジオと一緒に出かける）ように呼びかけている。
キャンペーン期間中は各局の番組パーソナリティーが他局の番組に出演、あるいはスタジオを結んで同時生放送が行われたり、つボイノリオ、小堀勝啓（CBCアナウンサー）、宮地佑紀生、天野良春など各局の番組パーソナリティー・DJが共演するキャンペーンスポットをオンエアするなどの活動を行うほか、年に数回キャンペーンイベントを行うことがある。
なお参加各局の中には、このキャンペーンを行うようになってから独自の地震・防災キャンペーンを展開するようになったところもある。
Radio80を除く民放7局が緊急地震速報を揃って2008年9月1日に開始。開始が遅れていたRadio80は、2009年1月1日に放送を開始したため現在は全局が行っている。岐阜・三重の県域局が2008年5月にこのキャンペーンへの参加を始めたのは、この影響があるとみられる。
同種のものに、東京5社ラジオ強化委員会（TBSラジオ、文化放送、ニッポン放送、エフエム東京、J-WAVEで構成）の行なっている「ながらラジオ」キャンペーン（“用事をしながらラジオを聴こう”）がある。

## ラジオ・ライフラインネットワーク
名古屋市が2011年の東日本大震災発生後に進めた「市民とすすめる命を守るプロジェクト」の一つ。
趣旨は在京のNHK、民間放送のラジオ局合計7社局と首都圏のライフライン5社で組織する「ラジオライフラインネットワーク」と同じであり、大災害時に、『ライフラインがどうなっているかを正確・迅速に』『どのラジオ局からでも情報が入るように』と、名古屋の民放ラジオ4局が同時放送を行う。ラジオ各局とライフライン各社とはテレビ会議システムで回線が繋がっている。
訓練として、毎年3月11日（東日本大震災発災日）と9月1日（防災の日）に10分間訓練放送を行っている。毎回幹事局のパーソナリティまたはアナウンサーが進行を務め、ライフライン各社の担当者が情報（災害時にどのような情報を伝えるか、各ライフラインの災害時の注意点など）を伝え、それに他3局のパーソナリティがコメントをする。ただし、この訓練放送については同時放送されるわけではなく、複数個所からの放送を幹事局が取りまとめる形にした完パケ番組を各局で放送するため放送時間が異なる。これは首都圏の『ラジオ災害情報交差点』を土・日に放送する場合と同じである。
在京局とは違い、外国語放送局が入っていた一方、NHK名古屋放送局が参加していない。また、これまでのRADIO ON THE GO!とも違って、岐阜・三重の放送局も参加していない。

### 参加社

#### ラジオ局
- CBCラジオ
- 東海ラジオ放送
- エフエム愛知
- ZIP-FM
- Radio NEO（2020年6月30日の閉局をもって脱退）

#### ライフライン各社
- 名古屋市上下水道局
- 東邦ガス
- NTT西日本・東海支店
- 名古屋市防災危機管理局
- 中部電力パワーグリッド
  - 中部電力の2020年の分社化以前は、担当者は出演せず、幹事局のパーソナリティより「災害時は中部電力のリリースを随時伝える」旨が告知されていた。